# Revölt
Il revölt è un piatto tipico della Valle Morobbia (Canton Ticino, Svizzera).
La versione estiva è composta da fagiolini, farina di mais e burro. In quella invernale i fagiolini sono sostituiti dalle patate.

## Descrizione
Il nome, revölt, deriva da una parola dialettale (dialetto ticinese) che significa "rimestare". In effetti, per la preparazione del revölt, è necessario rimestare a lunga i tre ingredienti, tradizionalmente cucinati sul fuoco in una pentola di ferro.  
Il revölt si mangia immergendolo nel latte freddo.  